# Université française d'Abidjan
L'université française d'Abidjan abrégée ufra est une université française existante depuis 1999 en Côte d'Ivoire. Son objectif premier est d'offrir une  formation européenne tout en étant à Abidjan à ses étudiants. On la localise dans la ville d'Abidjan, dans la commune du plateau,,.

## Formations
C'est une université qui forme dans plusieurs domaines, qui sont le commerce international, les finances, le génie logiciel, la gestion des ressources humaines, le marketing, la publicité et l’Informatique,,.

## Statut
L'ufra est un établissement d'enseignement supérieur privé ayant l'agrément du fonds de développement de la formation professionnelle qui donne un enseignement professionnel ,,. Son directeur actuel est Walid Abdul Massih.